# Ivan Bulaja
Ivan Bulaja (Split, 25 de outubro de 1977) é um velejador croata que competiu nos Jogos Olímpicos de Sydney 2000 e Pequim 2008 nas classes 470 e 49er.
Junto com seus compatriotas Pavle Kostov e Petar Cupać, recebeu a Medalha Pierre de Coubertin em Pequim, por espírito esportivo e humanitário; ele e seus colegas emprestaram seu barco aos velejadores dinamarqueses Jonas Warrer e Martin Kirketerp, que tiveram o mastro de seu barco quebrado logo antes da largada da regata final, a Medal Race, que decidia as medalhas da categoria ente os dez melhores colocados até ali e para a qual os croatas não estavam classificados. Com o barco dos croatas, Warrer e Kirketerp conquistaram a medalha de ouro.